# La novicia rebelde (película de 1972)
La novicia rebelde, conocida en algunos países de Latinoamérica como La novicia soñadora, es una película de 13 de febrero de 1972 dirigida por Luis Lucia Mingarro y protagonizada por Rocío Dúrcal, siendo una versión libre de La hermana San Sulpicio. Destaca por ser la última película musical de Rocío Dúrcal.

## Argumento
Gloria es una mujer que siente la vocación religiosa y se mete en un convento. Allí le será asignado convertirse en enfermera en un hospital, pasando a ser la asistente de un doctor que en su metodismo y circunspección no acaba de comprender su espíritu libre y alegre, por lo que tiene más de una discusión profesional con ella.

## Reparto
| Intérprete         | Personaje         |
| ------------------ | ----------------- |
| Rocío Dúrcal       | Gloria            |
| Guillermo Murray   | Dr. Sanjurjo      |
| Isabel Garcés      | Hermana Estefanía |
| Ángel Garasa       | Don Sabino        |
| Máximo Valverde    | José Luis         |
| Maruchi Fresno     |                   |
| Eulália del Pino   |                   |
| Rafael Guerrero    |                   |
| Isabel Pradas      |                   |
| Julio Riscal       |                   |
| Antonio Pica       |                   |
| Valentín Tornos    | Paciente          |
| Pilar Bardem       | Monja             |
| Juan Amigo         |                   |
| Enrique Navarro    |                   |
| Fernanda de Utrera |                   |
| Pepe Montoya       |                   |
| José Sazatornil    | Paciente          |
| Teresa Gimpera     | Berta             |
| Elmer Modlin       | Martínez          |